# الطب النفسي عبر الثقافات
يُشير الطب النفسي عبر الثقافات (بالإنجليزية: Cross-cultural psychiatry)‏، والمعروف أيضًا باسم (علم الطب النفسي العرقي أو الطب النفسي العابر للثقافات أو الطب النفسي الثقافي) إلى فرعٍ من الطب النفسي يهتم بالسياق الثقافي للاضطرابات النفسية وتحديات التعامل مع التنوع العرقي في الخدمات الطبية النفسية. ظهر هذا العلم كميدان متكامل من روافد متعددة، بما في ذلك استطلاعات انتشار وشكل الاضطرابات في ثقافات وبلدان مختلفة؛ ودراسة السكان المهاجرين والتنوع العرقي داخل الدول؛ وتحليل الطب النفسي نفسه بوصفه منتج ثقافي.
كانت الأدبيات الأولى المتعلقة بعلم الطب النفسي العابر للثقافات مرتبطة بالاستعمار والملاحظات التي دوّنها أطباء الأمراض العقلية أو الأنثروبولوجيين في المصحات النفسية، والذين افترضوا تطبيق قابلية الاستخدام العالمية لفئات التشخيص النفسي الغربية. يعتبر إحداث نقاش جديد بين علم الأنثروبولوجيا وعلم الطب النفسي بعد ورقة آرثر كلاينمان [الإنجليزية] البحثية الأساسية في عام 1977 مؤشرًا على "طب النفس العابر للثقافات الجديد". ومع ذلك، أشار كلاينمان في وقت لاحق إلى أن الثقافة غالبًا ما تصبح مدمجة بطرق سطحية فقط، وأن 90٪ من فئات المدرجة في الدليل التشخيصي والإحصائي للاضطرابات النفسية (الطبعة الخامسة) مرتبطة بالثقافة في أمريكا الشمالية وأوروبا الغربية، ومع ذلك، تطبق تسمية المتلازمة المرتبطة بالثقافة فقط على الحالات "الغريبة" خارج المجتمع الأوروبي الأمريكي.
وعكساً للتطورات الحديثة الطبية في علم الأنثروبولوجيا، استبدل الدليل التشخيصي والإحصائي للاضطرابات النفسية (الطبعة الخامسة) مصطلح لمتلازمة المرتبطة بالثقافة بمجموعة من المصطلحات التي تغطي المفاهيم الثقافية للتوتر والألم النفسي، مثل المتلازمات الثقافية (التي قد لا تكون مقيدة بثقافة محددة ولكنها منتشرة عبر الثقافات)؛ والعبارات الثقافية للتوتر (النماذج محلية للتعبير عن المعاناة التي قد لا تكون متلازمات)؛ والتفسيرات السببية (التي ترجع الأعراض أو المعاناة إلى عوامل سببية محددة تتجذر في الأنطولوجيا المحلية)؛ وفئات التشخيص الشعبية (والتي قد تكون جزءًا من علم الطب العرقي والممارسات العلاجية).

## التعريف
ينظر علم الطب النفسي الثقافي إلى مدى ملائمة التصنيفات النفسية للاضطرابات لثقافات أو مجموعات عرقية مختلفة. وغالبًا ما يؤكد أن الأمراض النفسية تمثل بنى اجتماعية بالإضافة إلى كونها حالات طبية حقيقية، وبالتالي لها استخدامات اجتماعية فريدة على المجموعات الاجتماعية التي تُنشئ وفي تشريعها. تدرس التصنيفات النفسية في ثقافات مختلفة، سواء غير الرسمية (مثل مصطلحات الفئات المستخدمة في لغات مختلفة) أو الرسمية (على سبيل المثال التصنيف الدولي للأمراض، والدليل التشخيصي والإحصائي للاضطرابات النفسية، أو التصنيف الصيني للاضطرابات العقلية).
وقد اضطر المجال في الآونة الأخيرة إلى معالجة عملية العولمة. ويُقال إن كل مدينة لها ثقافتها الخاصة، وأن البيئة الحضرية وكيفية تكيف الناس معها، يمكن أن تلعب دورًا حاسمًا في بدء أو تفاقم الأمراض النفسية.
ومع ذلك، ذكر بعض العلماء الذين يعملون على تطوير أنثروبولوجيا المرض النفسي (ليزيه، 2014) إلى أن الاهتمام بالثقافة لا يكفي إذا فُصل عن الأحداث التاريخية والتاريخ بمعناه الأشمل، إذ يمكن لنظرة تاريخية وسياسية أن تكون بمثابة مواجهة لبعض المخاطر المتعلقة بتعزيز برامج "الصحة النفسية العالمية" الموحدة، وكذلك الهيمنة المتزايدة لفئات التشخيص مثل اضطراب ما بعد الصدمة (يحلل ديدييه فاسين [الإنجليزية] وريتشارد ريشتمان هذه المسألة في كتابهما "إمبراطورية الصدمة").
يؤكد روبرتو بينيدوتشي، الذي كرّس سنوات عديدة من حياته للبحث والممارسة السريرية في غرب أفريقيا (مالي، بين شعب الدوجون) وفي إيطاليا مع المهاجرين، على هذه التحولات. بالاستناد إلى فكر فرانتز فانون، يشير بينيدوتشي إلى أشكال الوعي التاريخي والذاتية، بالإضافة إلى المعاناة المرتبطة بالتاريخ، كأبعاد مركزية لـ "العلم النفسي الثقافي الحَرِج" أو "الطب النفسي العابر للثقافات الحَرِج".

## الخلفية التاريخية
بصفتها مجالًا مسمى في إطار تخصص الطب النفسي الأوسع، فإن الطب النفسي الثقافي يمتلك تاريخًا قصيرًا نسبيًا. ففي عام 1955، تأسس برنامج في الطب النفسي العابر للثقافات في جامعة مكغيل في مونتريال، كندا، من قِبَل إريك ويتكاور من تخصص الطب النفسي وجايكوب فريد من قسم الأنثروبولوجيا. وفي عام 1957، نظم ويتكاور اجتماعًا خلال المؤتمر النفسي الدولي في زيورخ حضره أطباء نفسانيون من 20 دولة، بما في ذلك العديد من المساهمين الرئيسيين في مجال الطب النفسي الثقافي، مثل تسونج-ي لين (تايوان)، وتوماس لامبو (نيجيريا)، وموريس كارستيرز (بريطانيا)، وكارلوس ألبرتو سيجوين (بيرو)، وباو-منغ ياب (هونغ كونغ).
وأسست الجمعية النفسية الأمريكية لجنة للطب النفسي العابر للثقافات عام 1964، تبعها الجمعية النفسية الكندية عام 1967. وأسس إتش بي إم مورفي من جامعة مكغيل قسم الطب النفسي العابر للثقافات في الجمعية النفسية العالمية [الإنجليزية] عام 1970. وفي منتصف السبعينيات، كانت هناك جمعيات نشطة للطب النفسي العابر للثقافات في إنجلترا وفرنسا وإيطاليا وكوبا.
وهناك العديد من المجلات العلمية المكرسة للقضايا عبر الثقافات، مثل "الطب النفسي العابر للثقافات" (تأسس عام 1956 باسم "مراجعة الأبحاث النفسية العابرة للثقافات" وهي الآن المجلة الرسمية لقسم الطب النفسي العابر للثقافات في الجمعية النفسية العالمية)، ومجلة "الأمراض النفسية الأفريقية" (1965)، ومجلة "الثقافة والطب والطب النفسي" (1977)، ومجلة "كوراري" (1978)، ومجلة "مراجعة الأبحاث النفسية الثقافية العالمية" (2006).
وقد نشرت مؤسسة البحوث النفسية الثقافية [الإنجليزية]، في جامعة كاليفورنيا، لوس أنجلوس، مجلدًا هامًا حول الجوانب النفسية الثقافية للصدمة، ومؤخرًا نشرت مجلدات مهمة بعنوان "التجارب التشكيلية: تفاعل الرعاية الوالدية والثقافة وعلم النفس التطوري الحيوي" التي حرّرها كارول ورثمان، وبول بلوتسكي، ودانيال شيختر، وكونستانس كمينغز، و"إعادة تصور الطب النفسي: الظواهر الثقافية والعلم العصبي الحاسم والصحة النفسية العالمية" التي حرّرها لورانس كيرماير، وروبرت ليملسون، وكونستانس كمينغز، و"الثقافة والعقل والدماغ: مفاهيم ونماذج وتطبيقات جديدة" التي حرّرها لورانس كيرماير، وكارول ورثمان، وشينوبو كيتاياما، وروبرت ليملسون، وكونستانس كمينغز.
يمكن أن يساعد المنظور الثقافي الأطباء النفسيين على التعرف على الافتراضات والقيود المخفية للنظرية والممارسة النفسية الحالية، ويمكن أن يحدد نهجًا جديدًا مناسبًا لعلاج السكان المتنوعين والمزيد المحتاجين لخدمات الطب النفسي حول العالم. تتضمن المراجعة الأخيرة لدليل التشخيصي والإحصائي للاضطرابات النفسية (الطبعة الخامسة)، مقابلة تشكيل ثقافي تهدف إلى مساعدة الأطباء النفسيين على توضيح تقييم التشخيص. يتضمن النهج المتعلق بالتقييم الثقافي أيضًا استشارة ثقافية، حيث يعمل مترجمون ووسطاء ثقافيون مع الأطباء النفسيين على وضع تشخيص ثقافي وخطة علاجية يمكن أن تساعد الأطباء النفسيين.

## المنظمات
تعتبر الجمعيات المهنية الرئيسية المكرسة لمجال الصحة النفسية والثقافة هي قسم الطب النفسي الثقافي في الجمعية العالمية للطب النفسي، وجمعية دراسة الطب النفسي والثقافة، والجمعية العالمية للطب النفسي الثقافي. كما أن العديد من المؤسسات الصحية النفسية الأخرى لديها مجموعات أو أقسام تهتم بقضايا الثقافة والصحة النفسية.
توجد برامج بحثية وتدريبية نشطة في الطب النفسي الثقافي في العديد من المراكز الأكاديمية حول العالم، ولا سيما قسم الطب النفسي الاجتماعي ومتعدد الثقافات في جامعة مكغيل وجامعة هارفارد، وجامعة تورنتو، وكلية لندن الجامعية.
كما تعمل بعض المؤسسات الأخرى على تكييف الأبحاث والأساليب السريرية للتأقلم مع الثقافات المختلفة. فقد تأسست في عام 1993 منظمة الصحة النفسية العابرة للثقافات، وقد وضعت نظامًا للتدخل يستهدف البلدان التي تفتقر إلى الرعاية الصحية النفسية أو لا تمتلكها في الأساس. ويُدرب السكان المحليين ليصبحوا موظفين في الصحة النفسية، وغالبًا يستعان بالأشخاص الذين قدموا توجيهات صحية نفسية من قبل. توفر منظمة الصحة النفسية العابرة للثقافات مواد تدريبية مكيفة على الثقافة المحلية واللغة والأحداث ذات سمات الصدمة الفريدة التي قد تحدث في المنطقة التي تعمل فيها المنظمة. ومن خلال تجنب النهج الغربي في الصحة النفسية، تقوم منظمة الصحة النفسية العابرة للثقافات بإنشاء منظمة محلية غير حكومية لتكون مستدامة ذاتيًا واقتصاديًا وسياسيًا، ومستقلة عن أي دولة. وقد نجحت مشاريع منظمة الصحة النفسية العابرة للثقافات في كل من أوغندا وكمبوديا.